# Wobulator
Wobulator (od ang. wobble – wahać się) – elektroniczny przyrząd pomiarowy służący do badania charakterystyk częstotliwościowych filtrów lub innych układów elektronicznych (np. toru p.cz. radioodbiornika). Jest to specjalizowany generator, który wytwarza przebieg o częstotliwości zmieniającej się cyklicznie w zadanym zakresie (powoduje tzw. przemiatanie częstotliwości). Odczytu charakterystyki dokonuje się za pomocą oscyloskopu. Wobulator wytwarza dodatkowo przebieg pozwalający synchronizować oscyloskop.
Podstawowe bloki wobulatora to generator przebiegu piłokształtnego i generator przestrajany napięciem (VCO), który generuje przebieg wyjściowy o częstotliwości zależnej od napięcia podawanego w danej chwili przez generator przebiegu piłokształtnego.
Wiele modeli wobulatorów pozwala też na przemiatanie częstotliwości nie tylko w sposób liniowy, ale także logarytmiczny.
Wobulatory są przydatne zwłaszcza przy strojeniu urządzeń, ponieważ pozwalają dokonać tego w bardzo szybki sposób, przy obserwacji charakterystyki na ekranie oscyloskopu zamiast jej wielokrotnego pomiaru przy użyciu zwykłego generatora i woltomierza.
Wobulatory występują także w wersji cyfrowej. Większość współczesnych generatorów DDS posiada także funkcję przemiatania częstotliwości.  Pozwalają one z reguły na zadawanie częstotliwości początkowej i końcowej w znacznie szerszym zakresie niż w wobulatorach analogowych.
Podobnym do wobulatora przyrządem jest wobuloskop, integrujący w jednym urządzeniu wobulator i oscyloskop. Wobulatory są obecnie popularniejsze od wobuloskopów ze względu na to że mają mniejsze rozmiary, podczas gdy oscyloskop jest obecnie standardowym wyposażeniem każdego warsztatu czy laboratorium elektronicznego.